# Souvrství Demopolis Chalk

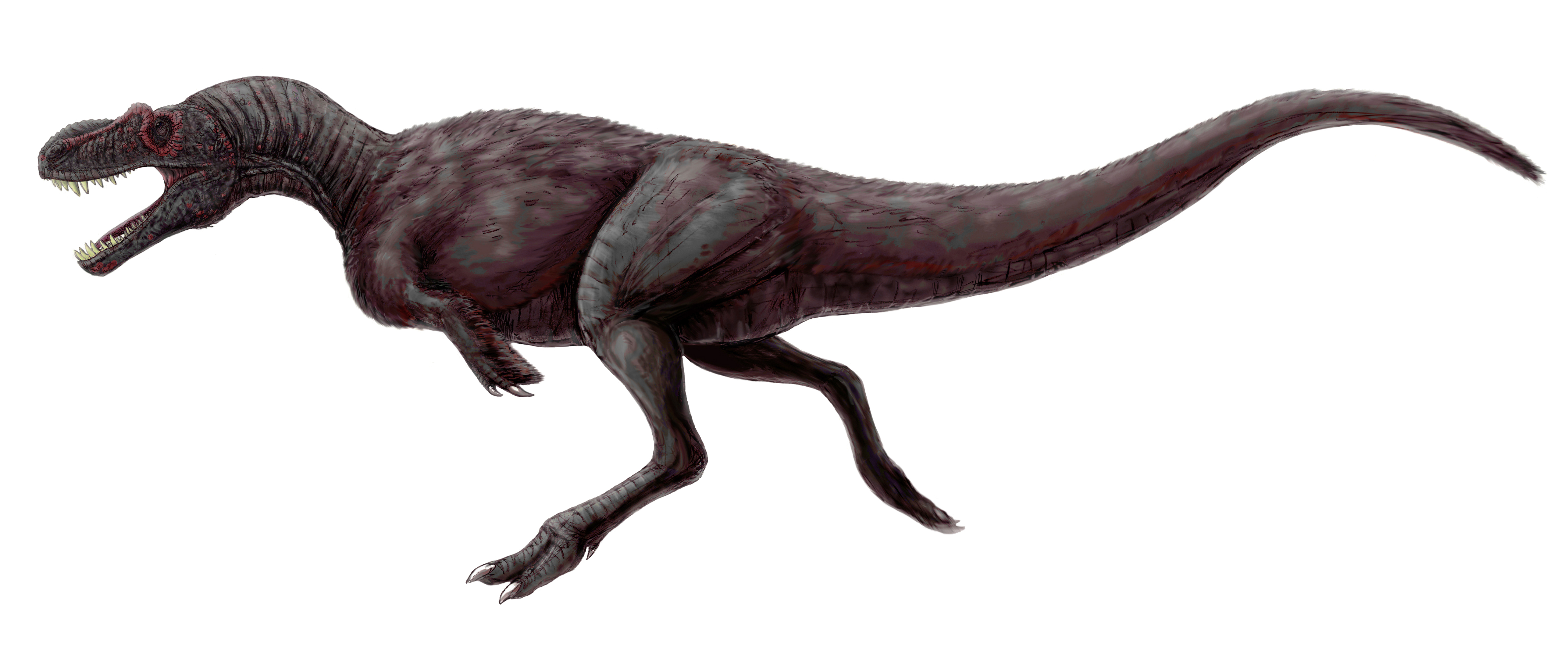
Appalachiosaurus montgomeriensis – rekonstrukce vzezření.

Souvrství Demopolis Chalk je geologickou formací na území států Alabama, Mississippi a Tennessee v USA. Pojmenováno bylo podle města Demopolis v Alabamě. Stáří těchto sedimentů činí asi 96 milionů let, jedná se tedy o usazeniny z počátku období pozdní křídy (geologický stupeň cenoman). Nejběžnější horninou je zde křída, jak už napovídá název tohoto souvrství. Z významných fosilií zde byly objeveny především pozůstatky ryb (např. Xiphactinus) a paryb (např. Cretolamna), mosasaurů (např. Mosasaurus) a dinosaurů (např. Appalachiosaurus).

## Dinosauří fauna

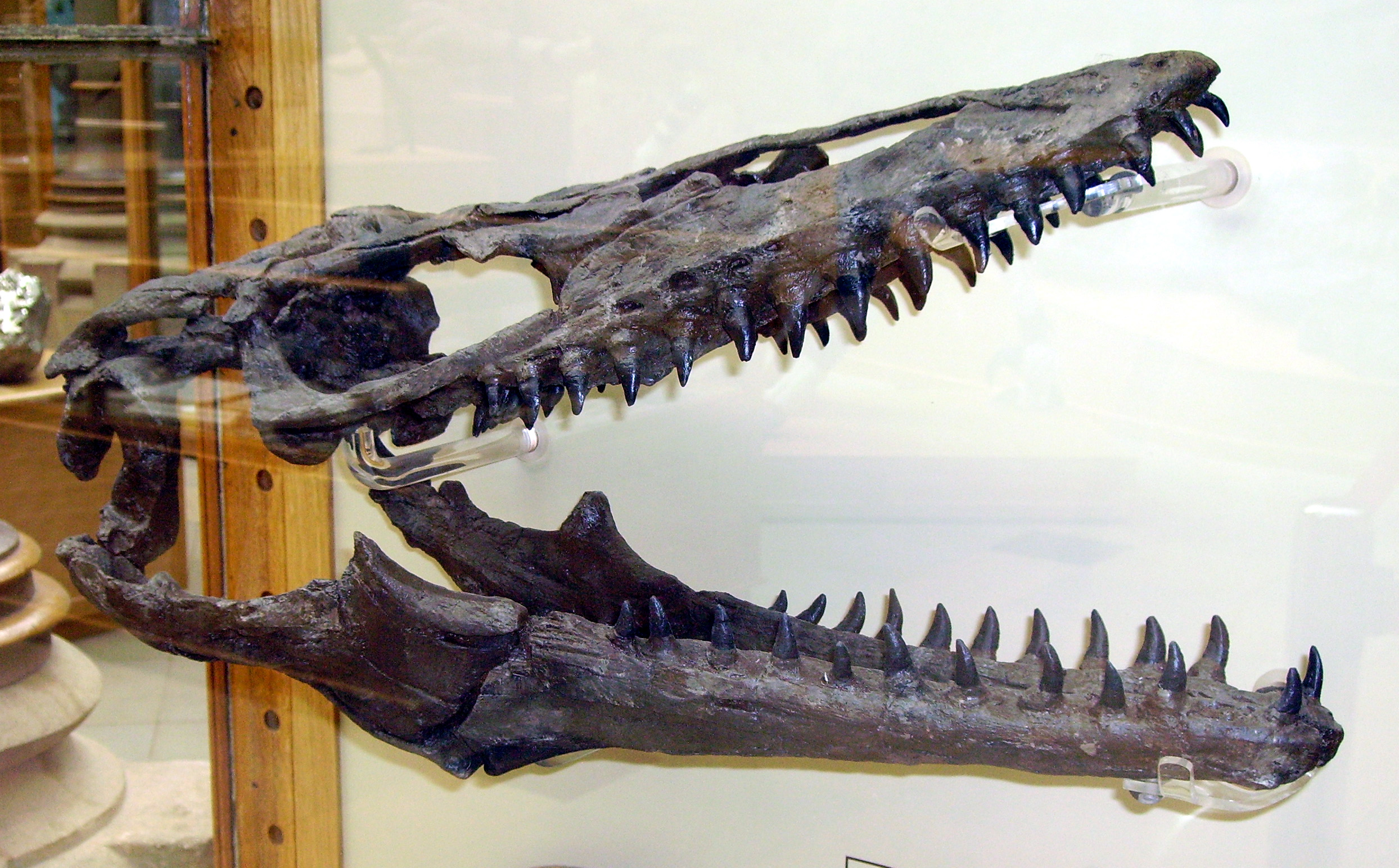
Lebka mosasaurida rodu Plioplatecarpus.

- Appalachiosaurus montgomeriensis – středně velký zástupce kladu Tyrannosauroidea[4]
- Hadrosauridae indet.
- Tyrannosauridae indet.